# Катаріна Нюберг
Катаріна Нюберґ  (швед. Katarina Nyberg, 16 листопада 1965) — шведська керлінгістка, олімпійська медалістка.

## Виступи на Олімпіадах
| Олімпіада           | Дисципліна | Місце |
| ------------------- | ---------- | ----- |
| Нагано 1998         | керлінг    | 3     |
| Солт-Лейк-Сіті 2002 | керлінг    | 6     |

## Зовнішні посилання
- Досьє на sport.references.com [Архівовано 5 березня 2016 у Wayback Machine.]

| Kmjhksyscn | Це незавершена стаття про кьорлінґіста чи кьорлінґістку. Ви можете допомогти проєкту, виправивши або дописавши її. |